# Seznam obětí havárie Tu-154 u Smolenska

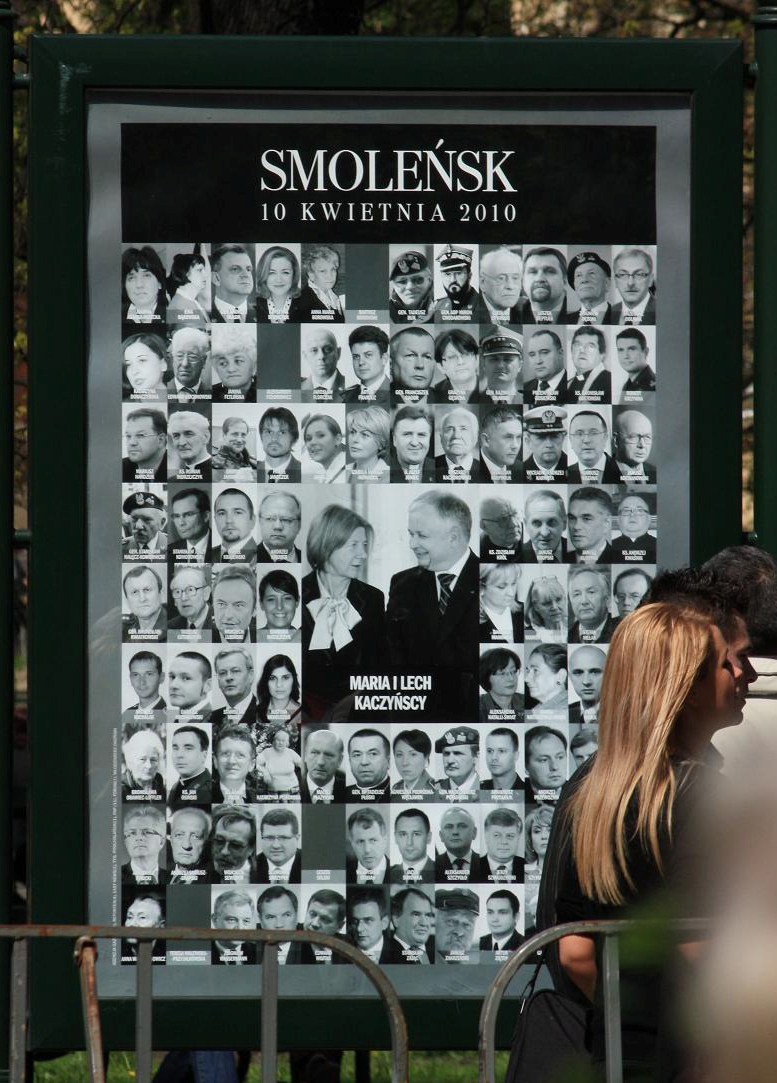
Tabule se snímky obětí katastrofy na pohřbu prezidentského páru.

Dne 10. dubna 2010 došlo k havárii polského vládního Tu-154 u Smolenska. Zemřelo všech 96 osob na palubě (89 cestujících a 7 členů posádky, z toho 4 v kokpitu a 3 letušky). Některé prvotní zprávy o počtech a složení obětí byly mylné a oficiální seznam obětí byl korigován v několika fázích. To zejména proto, že letecký manifest obsahoval pouze seznam jmen cestujících bez jmen posádky a chybělo na něm jméno jediné ženy z řad Úřadu pro ochranu vlády, Agnieszky Pogródkové-Węcławkové, která byla nesprávně uvedena mezi letuškami. Také měla letět prezidentská poradkyně Zofia Kruszyńska-Gustová, ale kvůli nemoci se k odbavení nedostavila.

## Prezidentské a vládní osobnosti
1. Lech Kaczyński zemřel 10. dubna 2010 (ve věku 60 let), prezident Polska
2. Maria Kaczyńska zemřela 10. dubna 2010 (ve věku 67 let), první dáma Polska
3. Mariusz Handzlik zemřel 10. dubna 2010 (ve věku 44 let), podsekretář Kanceláře prezidenta Polské republiky
4. Ryszard Kaczorowski zemřel 10. dubna 2010 (ve věku 90 let), bývalý prezident v exilu
5. Andrzej Kremer zemřel 10. dubna 2010 (ve věku 48 let), náměstek ministra Ministerstva zahraničních věcí Polska
6. Tomasz Merta zemřel 10. dubna 2010 (ve věku 44 let), podsekretář Ministerstva kultury a národního dědictví Polska
7. Sławomir Skrzypek zemřel 10. dubna 2010 (ve věku 46 let), prezident Národní banky Polska
8. Władysław Stasiak zemřel 10. dubna 2010 (ve věku 44 let), vedoucí Kanceláře prezidenta Polské republiky
9. Aleksander Szczygło zemřel 10. dubna 2010 (ve věku 46 let), šéf Národního bezpečnostního úřadu Polska
10. Paweł Wypych zemřel 10. dubna 2010 (ve věku 42 let), státní tajemník pro sociální záležitosti v Kanceláři prezidenta Polské republiky
11. Mariusz Kazana zemřel 10. dubna 2010 (ve věku 49 let), ředitel diplomatického protokolu Ministerstva zahraničních věcí Polska

## Vojenské osobnosti
1. generál Franciszek Gągor zemřel 10. dubna 2010 (ve věku 58 let), náčelník Generálního štábu Armády Polska
2. generálporučík Andrzej Błasik zemřel 10. dubna 2010 (ve věku 47 let), velitel leteckých sil polské armády
3. generálmajor Tadeusz Buk zemřel 10. dubna 2010 (ve věku 49 let), velitel pozemních sil polské armády
4. viceadmirál Andrzej Karweta zemřel 10. dubna 2010 (ve věku 51 let), velitel Námořnictva Polska
5. brigádní generál Kazimierz Gilarski zemřel 10. dubna 2010 (ve věku 54 let), velitel varšavské posádky
6. brigádní generál Stanisław Komornicki zemřel 10. dubna 2010 (ve věku 85 let), kancléř Vojenského řádu Virtuti Militari
7. generálporučík Bronisław Kwiatkowski zemřel 10. dubna 2010 (ve věku 59 let), náčelník operačního velení Polské armády
8. generálmajor Włodzimierz Potasiński zemřel 10. dubna 2010 (ve věku 53 let), velitel speciálních sil polské armády
9. podplukovník Czesław Cywiński , prezident Asociace vojáků Zemské armády
10. Stanisław Komorowski , podsekretář Ministerstva národní obrany

Šest ze sedmi nejvyšších vojenských velitelů Polských ozbrojených sil (prezident, náčelník Generálního štábu a velitelé námořnictva, armády, letectva a speciálních sil) zemřelo při neštěstí. Ministr obrany Bogdan Klich ve stroji neseděl.

## Senátoři

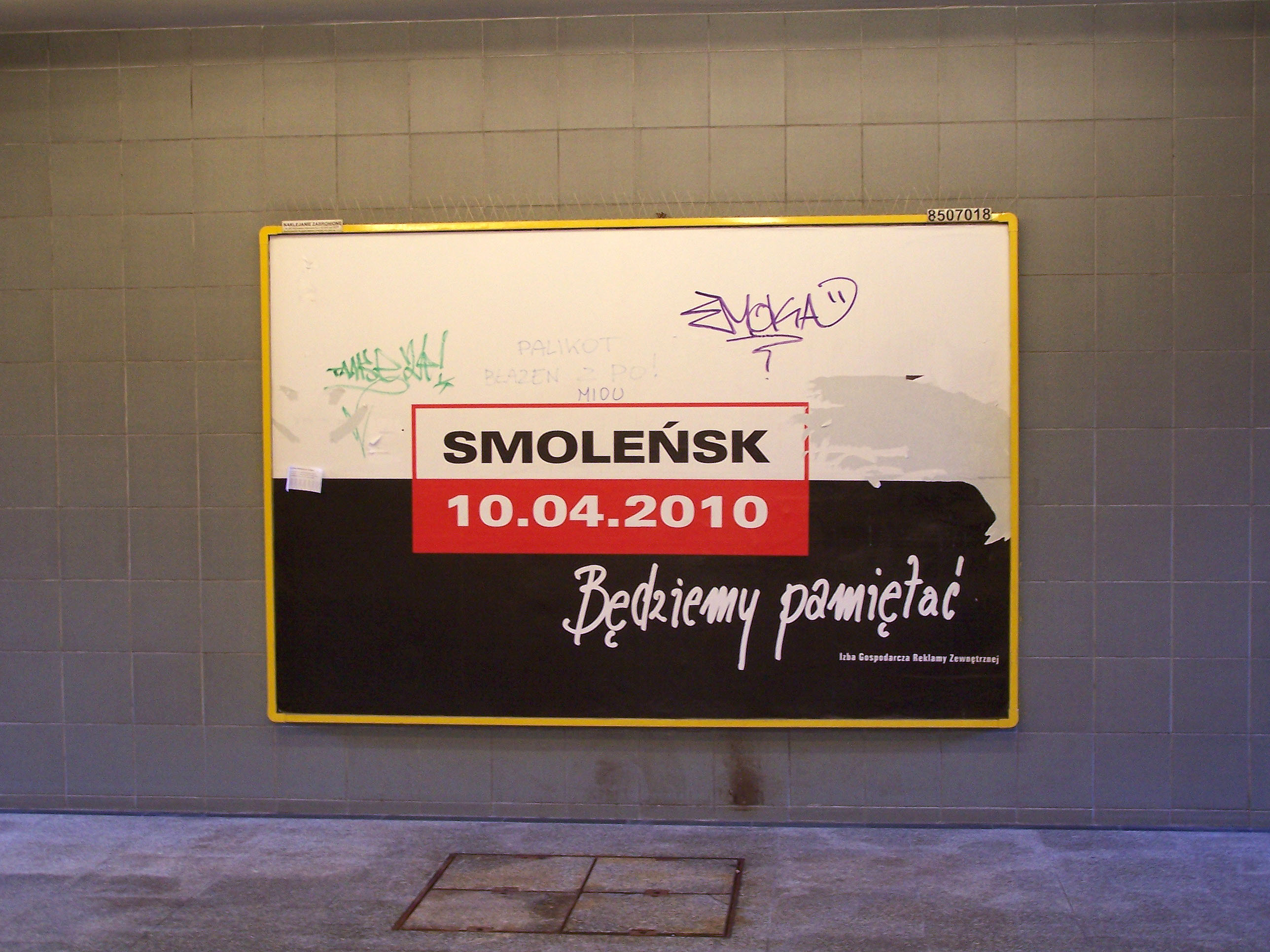
Smuteční billboard ve stanici Wierzbno varšavského metra s nápisem „Smolensk, 10. 04. 2010, Budeme pamatovat“

1. Krystyna Bochenková zemřela 10. dubna 2010 (ve věku 56 let), místopředsedkyně Senátu
2. Janina Fetlińska zemřela 10. dubna 2010 (ve věku 57 let), členka Senátu
3. Stanisław Zając zemřel 10. dubna 2010 (ve věku 59 let), člen Senátu

## Poslanci
1. Leszek Deptuła zemřel 10. dubna 2010 (ve věku 57 let)
2. Grzegorz Dolniak zemřel 10. dubna 2010 (ve věku 50 let)
3. Grażyna Gęsicka zemřela 10. dubna 2010 (ve věku 58 let)
4. Przemysław Gosiewski zemřel 10. dubna 2010 (ve věku 45 let)
5. Izabela Jarugová-Nowacka zemřela 10. dubna 2010 (ve věku 59 let)
6. Sebastian Karpiniuk zemřel 10. dubna 2010 (ve věku 37 let)
7. Aleksandra Natalliová-Światová zemřela 10. dubna 2010 (ve věku 51 let)
8. Krzysztof Putra zemřel 10. dubna 2010 (ve věku 52 let), místopředseda Sejmu
9. Arkadiusz Rybicki zemřel 10. dubna 2010 (ve věku 57 let)
10. Jerzy Szmajdziński zemřel 10. dubna 2010 (ve věku 58 let), místopředseda Sejmu
11. Jolanta Szymanková-Dereszová zemřela 10. dubna 2010 (ve věku 55 let)
12. Zbigniew Wassermann zemřel 10. dubna 2010 (ve věku 60 let)
13. Wiesław Woda zemřel 10. dubna 2010 (ve věku 63 let)
14. Edward Wojtas zemřel 10. dubna 2010 (ve věku 54 let)
15. Maciej Płażyński zemřel 10. dubna 2010 (ve věku 52 let), předseda Spolku "Polské společenství", někdejší předseda Sejmu

## Náboženské osobnosti
1. Miron Chodakowski
2. Tadeusz Płoski zemřel 10. dubna 2010 (ve věku 54 let), biskup polské armády

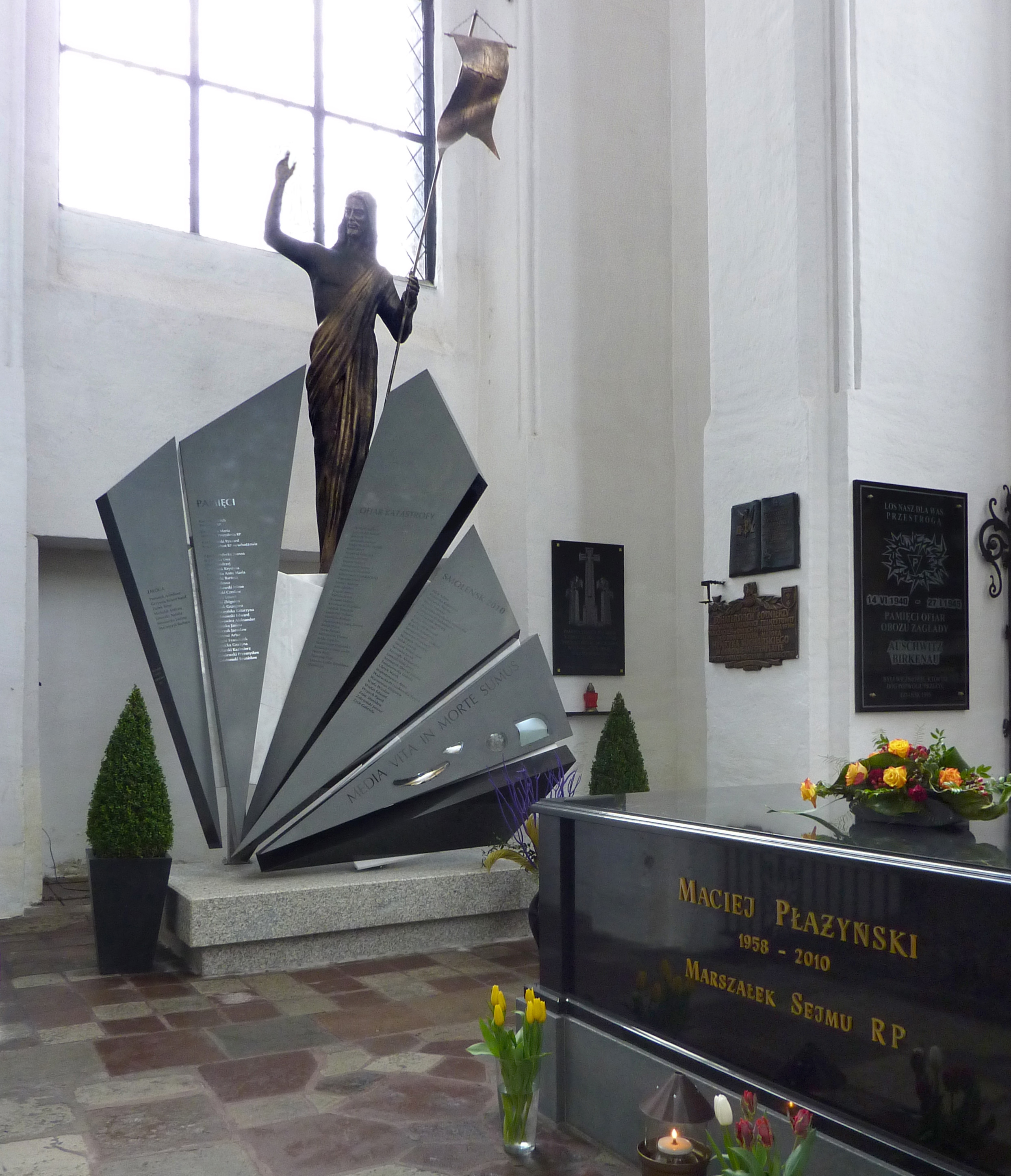
Pomník obětem v Bazilice Nanebevzetí nejsvatější Panny Marie v Gdaňsku

3. Ryszard Rumianek zemřel 10. dubna 2010 (ve věku 62 let), rektor varšavské univerzity kardinála Stefana Wyszyńského;
4. Adam Pilch
5. Bronisław Gostomski
6. Roman Indrzejczyk
7. Zdzisław Król
8. Józef Joniec

## Další oběti
1. Joanna Agacka-Indecka zemřela 10. dubna 2010 (ve věku 45 let), předsedkyně Nejvyšší advokátní komory
2. Janusz Kochanowski zemřel 10. dubna 2010 (ve věku 69 let), polský ombudsman
3. Janusz Kurtyka zemřel 10. dubna 2010 (ve věku 49 let), historik a ředitel Institutu národní paměti
4. Andrzej Przewoźnik zemřel 10. dubna 2010 (ve věku 46 let), generální tajemník Rady na ochranu památky bojů a utrpení
5. Anna Walentynowiczová zemřela 10. dubna 2010 (ve věku 80 let), aktivistka, členka Solidarity
6. Janusz Zakrzeński zemřel 10. dubna 2010 (ve věku 74 let), herec
7. Wojciech Seweryn
8. Piotr Nurowski zemřel 10. dubna 2010 (ve věku 64 let), prezident Olympijského výboru Polska
9. Teresa Walewska-Przyjałkowska
10. Katarzyna Doraczyńska
11. Wojciech Lubiński
12. Izabela Tomaszewska
13. Zbigniew Dębski
14. Janina Natusiewiczová-Mirerová
15. Ewa Bąkowska
16. Leszek Solski
17. Tadeusz Lutoborski
18. Anna Maria Borowska
19. Bartosz Borowski
20. Gabriela Zychová
21. Zenona Mamontowiczová-Łojková
22. Katarzyna Piskorska
23. Aleksandr Fedorowicz
24. Janusz Krupski
25. Barbara Mamińska
26. Stefan Melak
27. Stanisław Mikke
28. Andrzej Sariusz-Skąpski

## Prezidentská ochranka
1. Jarosław Florczak
2. Dariusz Michałowski
3. Paweł Janeczek
4. Agnieszka Pogródková-Węcławková
5. Jacek Surówka
6. Piotr Nosek
7. Paweł Krajewski
8. Artur Francuz
9. Marek Uleryk

## Členové posádky
1. Arkadiusz Protasiuk zemřel 10. dubna 2010 (ve věku 35 let)
2. Robert Grzywna
3. Artur Karol Ziętek
4. Andrzej Michalak
5. Barbara M. Maciejczyková
6. Natalia Maria Januszková
7. Justyna Moniuszková